# Club Ruta Leonesa Fútbol Sala
El Obras y Estructuras RAM fue un equipo de fútbol sala de León, España. Cuando desapareció jugaba en la División de Plata de la LNFS, concretamente en el Grupo Norte. El nombre real del club era Ruta Leonesa Fútbol Sala.

## Historia
Fundado en 1977 en Astorga, en 2001 cambió de sede a León participando en División de Plata hasta desaparecer en 2010 por falta de apoyos económicos.
Otros nombres: Astorga F.S., Ruta León, Obras y Estructuras Ram.

## Palmarés
- Liga regular 2007-2008: subcampeón del Grupo Norte de la División de Plata (LNFS).

## Equipación
- Primera equipación: camiseta, pantalón y medias morado (color de la bandera del Reino de León).

- Segunda equipación: camiseta, pantalón y medias verdes.